# José Felipe Teixidor y Latorre
José Felipe Teixidor y Latorre, también como Joseph Felip Teixidor Latorre, (Vich, ¿1775? – Albarracín, 22 de marzo de 1836) fue un compositor y maestro de capilla español, activo en la Catedral de Albarracín.

## Vida
José Felipe forma parte de la familia de músicos Teixidor activos en Lérida y Madrid, cuyo miembro más destacado fue su padre o tío, José Teixidor y Barceló, vicemaestro de la Capilla Real de Madrid. José Felipe se formó en la escolanía de la Catedral de Vich, de la que se trajo los apuntes de composición a Albarracín.
Tras la partida del maestro Vicente Palacios a Granada, en 1798 se convocaron oposiciones para cubrir el puesto. No se conoce cuantos candidatos se presentaron, pero el 13 de marzo de 1789 José Felipe Teixidor y Latorre, clérigo de tonsura, tomó posesión del cargo de maestro de capilla de la Catedral de Albarracín: «Hizo el maestro Felipe Texidor el juramento acostumbrado recibiendo de la mano del Sr. Deán 1 peseta en señal de ser admitido a las distribuciones.» Saldoni da como antecesor de Teixidor en el cargo a Genaro Quilón, dato incorrecto.
El magisterio de Teixidor coincide con el último esplendor de la capilla de música de la Catedral de Albarracín. A pesar de que la Guerra de la Independencia generaba grandes dificultades, junto con el organista Joseph Gonzalo, y más tarde Juan Mateo, la capilla de música contó con un buen número de músicos. Se interpretaban numerosos compositores activos anteriormente en Albarracín y otros contemporáneos, además de la incorporación de maestros de la Catedral leridana, como Domingo Teixidor, Antolí Sala, Joan Prenafeta y Anton Sambola.
En 1800 se presentó a las oposiciones para el magisterio de la Catedral de Calahorra y en 1819 para el magisterio de La Seo de Zaragoza. Ganó estas últimas oposiciones, pero el Cabildo, al no poder localizarlo posteriormente, lo declaró «no apto» y nombró a Pedro León Gil de forma interina. Ya no se presentaría a más oposiciones, permaneciendo en Albarracín hasta su fallecimiento el 22 de marzo de 1836.

Habiendo fallecido el Maestro de Capilla D. Felipe Teixidor el 22 de este mes, presentó el organista Juan Mateo un memorial al Cabildo solicitando el desempeño de dicha plaza, con tal que se le hiciese por su trabajo la asignación de la masa de oficios, los 10 escudos de salario, el todo de metálico que le corresponda en los días y corderos y la mitad de los frutos de trigo y panes menudos.
Actas capitulares de la Catedral de Albarracín, 24 de marzo de 1836

## Obra
Teixidor es el culmen y cierre de una gran época de esplendor en la Catedral. El archivo catedralicio conserva nada menos que 270 obras del maestro, una cuarta parte de los fondos. Domina la polifonía barroca, con influencia clásica, a cuatro o más voces, mezcla de la técnica contrapuntística tradicional de los maestros de capilla y el estilo italiano. Alginos conciertos con pequeña orquesta, con preludios, recitados y arias a dos violines, con trompas, oboes, bajón, violón y órgano. Compuso más de un centenar villancicos de Navidad y del Santísimo Sacramento, invitatorios y responsorios de Navidad, tres salmos de nonas, diez y siete lamentaciones, tres misereres, diez y siete introducciones y salmos de vísperas, seis magníficats, Te Deum y once misas.
Gracias a una visita de José Teixidor y Barceló a su pariente en Albarracín, se conserva en el archivo de Albarracín una magnífica Misa a cuatro voces. Teixidor también copió obras de Haydn, Cambini y Pleyel, que se conservan en el archivo y que da una idea de la cultura musical de Teixidor.